# Juozas Gabrys-Paršaitis
Juozas Gabrys-Paršaitis (* 22. Februar 1880 Garliava, Russisches Kaiserreich; † 26. Juli 1951 in Corsier-sur-Vevey, Schweiz) war ein litauischer Politiker, Jurist und Publizist.

## Leben

### Studienzeit
Juozas Gabrys-Paršaitis besuchte ab 1887 die Grundschule in Garliava. Bereits mit 21 Jahren wurde er für 6 Monate wegen litauischer Propaganda inhaftiert und begann anschließend 1901 ein Jurastudium an der Universität Odessa. Während der Zeit der Russischen Revolution 1905 kehrte er nach Litauen zurück und übernahm die Funktion des 3. Sekretärs im kurzfristig gebildeten Großen Seimas in Vilnius. Er wurde Mitglied der 1905 gegründeten Lietuvių demokytojų sąjunga – der Liberaldemokratischen Partei Litauens (LDP). Er organisierte seine Mitarbeit im Zeitungsverlag „Vilniaus Zinios“, schrieb Artikel, beteiligte sich im August an der Gründung der Litauischen Schullehrervereinigung und wurde im Dezember 1905 bei der Gründung der Bauernunion als deren Vorsitzender gewählt. Zu diesen Ereignissen schrieb er in seinem Tagebuch: „Es war gut, dass sich das Wiedererstarken unserer Nation in Russland während der ersten Revolution von 1905 offenbarte.(…) Doch noch waren wir begraben unter einer doppelten Unterdrückung, der polnischen und der russischen“. Mit dem Einsetzen der intensiven Verfolgung der revolutionär-demokratischen Kräfte 1906 musste er das Land verlassen und setzte sein Jurastudium an der Universität Lausanne und später Odessa fort, wo er 1907 promoviert wurde.

### Einsatz für Freiheit und Menschenrechte für Litauen
Nach seinem Studienabschluss begab sich Gabrys ins Exil nach Paris. und unternahm bis September 1907 seine erste Amerikareise. Anschließend schrieb er Artikel, gab Publikationen heraus und bereitete Plattformen für bestimmte Gruppen zur Aktivierung und Unterstützung der nationalen Kräfte Litauens vor. 1911 nahm er am Rassenkongress in London teil. Gemeinsam mit dem französischen Journalisten Jan Pelissier (1883–1939) gründete er im Oktober 1911 das „Office Central des Nationalites“ und 1912 die „Union des Nationalites“. Beide für Litauen tätige Organisationen dienten dem Informationsaustausch mit den anderen europäischen Ländern, die sie über die Aktivitäten Litauens im Kampf um Freiheit und Menschenrechte informierten.
Er veröffentlichte 1911 sein erstes Buch und gab ab März 1912 die erste Ausgabe der Zeitschrift „Annales des Nationalités“ heraus. Im gleichen Jahr nahm er als Vertreter seines Landes am 19. Weltfriedenskongress in Genf teil. Im Jahr 1913 folgte eine Russlandreise sowie 1914 eine zweite Reise nach Amerika, während der er am Kongress der US-Litauer in Chicago teilnahm. Hier erfolgte unter Gabrys Beteiligung die Gründung des Litauischen Nationalfonds „Tautos Fonda“ und des Litauischen Nationalrates „Tautos Taryba“. Im Dezember 1914 reiste er über England zurück nach Paris.

### Im Ersten Weltkrieg
Trotz der durch den Ersten Weltkrieg veränderten Rahmenbedingungen, bemühte er sich weiter, die nationalen Kräfte Litauens zu vereinen und hierfür Verbündete – auch in anderen Ländern – zu finden, z. B. unternahm er mit diesem Ziel 1915 eine Reise nach Rom.
Anfang 1915 erschien die erste Ausgabe der Zeitschrift „Pro Lithuania“ unter seiner Redaktion. Im Juni fand der 2. Nationalitätenkongress in Paris statt.  Bedingt durch die Kriegsereignisse und die erschwerten Kontakt- und Reisemöglichkeiten zog er im selben Jahr nach Lausanne und setzte dort seine Aktivitäten fort. Dabei kam es im August 1915 zu einem Treffen mit dem geheimen Legationsrat der deutschen Gesandtschaft in Bern Gisbert von Blomberg und einer Verständigung über die beidseitigen Interessenslagen. Von Blomberg leitete die von Gabrys erhaltenen Informationen nach Berlin weiter. Gabrys war einer der Organisatoren des litauisch-lettischen Kongresses in Bern im August 1915. Nach der Besetzung von Vilnius durch deutsche Truppen im September 1915 reiste er im Oktober nach Stockholm zur Gründung des schwedisch-litauischen Komitees während der Stockholmer Konferenz. Blomberg stellte ihm für eine Litauenreise einen Laissez-passer auf den Namen Galeva aus. Diese Reise unternahm er ohne Wissen Blombergs gemeinsam mit dem estnischen Revolutionär Aleksander Kesküla (1882–1963).
Nach seiner Rückkehr wurde Gabrys durch den im Stab des Oberkommando-Ost tätigen Verbindungsoffizier zwischen dem Großen Generalstab und dem Auswärtigen Amt in Berlin, Wilhelm Steputat zu einem Gespräch nach Stuttgart gebeten. Gabrys erklärte sich bei diesem Treffen am 9. November 1915 bereit, sich an der Seite Deutschlands für die Freiheit Litauens einzusetzen. Diese von Steputat angebotene Zusammenarbeit erstreckte sich vor allem auf die Verpflichtung zur Propagandaarbeit für Deutschland und eine Agitation gegen Russland, um so einen Keil zwischen die Beziehungen von Russen und Litauern zu treiben. Gabrys war bereit, sich in Litauen für die Gewinnung seines Landes als Bündnispartner für Deutschland einzusetzen, wofür er finanziell entschädigt wurde. Er agierte unter den Decknahmen „Käufer“ und nahm im Januar 1916 seine Arbeit in Litauen auf, organisierte politische Kampagnen, rief die erste litauische Konferenz ins Leben und veröffentlichte Aufrufe und journalistische Texte, z. B. für die getarnte Propaganda-Zeitschrift von OberOst „Dabartis“. Für die Übergabe der Kongressprotokolle des litauischen Nationalkongresses wurden ihm 40.000 Mark ausgehändigt.
Diese Zusammenarbeit gestaltete sich zunehmend schwieriger, nachdem das deutsche Militär im besetzten Teil Litauens die Bevölkerung durch massive Repressalien immer mehr einschränkte und die deutschen Machtinteressen durchsetzte. Dies führte dazu, dass sich Gabrys verstärkt für die Interessen seiner Landsleute einsetzte. In Artikeln und Radiosendungen prangerte er die Besatzermentalität an. Die 2. Lausanner Konferenz verfasste Anfang Juni 1916 eine Protestresolution, in der die deutschen Grausamkeiten im besetzten Litauen angeprangert wurden. Am 28. Juni verlas die litauische Delegation auf dem 3. Nationalitätenkongress eine Erklärung zur „Wiederherstellung des unabhängigen Staates Litauens“.
Im März 1917 wurde unter Beteiligung Gabrys das Exekutivkomitee für die Vorbereitung des „Litauentages“ gegründet. Ein Schritt zur Entschärfung des sich immer weiter ausweitenden Konfliktes war ein Treffen, das Gabrys vom Fraktionsvorsitzenden der Zentrumspartei im deutschen Reichstag Matthias Erzberger im August 1917 angeboten wurde. Im schweizerischen Brunnen erörterten beide die schwierige Lage. Erzberger versprach Unterstützung dahingehend, dass das Land bald wieder von Litauern verwaltet und eine eigene Zivilverwaltung, die durch Wahlen entstandene „Taryba“, eingesetzt würde.
Trotz des erneuten Hintertreibens durch die militärische Führung von OberOst kam es im Herbst 1917 zur Wahl des litauischen Landesrates. Bis zum Februar 1918 erfolgte die Bildung der Regierung, die am 16. Februar 1918 ihre Unabhängigkeit ohne Bündnisverpflichtungen gegenüber Deutschland erklärte.
Kurz nach der offiziellen Anerkennung der Unabhängigkeit Litauens durch Deutschland am 25. März 1918 kam es in Bern zu einem zweiten Treffen zwischen Erzberger und Gabrys. Hierbei wurde vor allem ausgelotet, ob die gegründete Taryba handlungsfähig gegenüber dem Militär sei oder ob durch das Einsetzen eines Königs bessere Machtchancen bestünden. Dieser Vorschlag wurde von Erzberger unterbreitet, der als Kandidaten Herzog Wilhelm Karl von Urach vorschlug. Nur äußerst widerwillig und erst, nachdem die deutschen Entscheidungsträger statt des Herzogs Kaiser Wilhelm II. für dieses Amt bevorzugten, ging Gabrys auf das Angebot ein. Doch kurz vor der Regierungsbildung in Litauen im November 1918 unter Augustinas Voldemaras kam es zum Bruch zwischen Gabrys und den im Exil wirkenden sowie den im Landesinneren agierenden Taryba-Kräften. Dabei wurde deutlich, dass es gelungen war, die nationalen Kräfte Litauens zu spalten.

### Die Zeit der Litauischen Republik
Gabrys-Paršaitis bekam spätestens bei den zum Jahresende 1918 organisierten 3. und 4. Nationalitätenkongressen in Lausanne und Bern zu spüren, dass seine Aktivitäten kaum noch Resonanz fanden. Nachdem er bis Ende Dezember noch mehrere Memoranden über die neue Situation an europäische Regierungen und Zeitungsverlage verfasst hatte, stellte er die Herausgabe der Zeitungen „Anales des Nationalités“ und „Pro Lithuania“ ein und ersetzte diese durch die Herausgabe der „Tribune des Nationalités“.
Mitte Januar 1919 kam es in Paris zu einer Begegnung mit einer offiziellen Delegation Litauens und den Kräften um Gabrys, er wurde daraufhin als Sekretär aufgenommen. Bereits einen Monat später wurde deutlich, dass die litauische Regierung nur auf Zeit gespielt hatte, um ihn und seine westeuropäischen Aktivisten auszubooten. Er reagierte darauf im August mit der Gründung der neuen Presseagentur „Atli“, eines neuen Zeitungsorgans für die litauische Opposition, und öffentlichen Kampagnen gegen die bestehende litauische Regierung. Bei weiteren Aktivitäten ging er im Kampf gegen die Regierung so weit, sich auf der Seite der deutschen Freikorps und später auch der konterrevolutionären russischen Westarmee zu positionieren.
1921 wurde Gabrys vom Vorsitzenden der christlich-demokratischen Partei für das Amt des Ministerpräsidenten vorgeschlagen und nominiert. 1926 wurde er vom christlich-demokratischen Kabinett mit dem Amt des Konsuls in Königsberg betraut. Mit dem Staatsstreich von Augustinas Voldemaras und Antanas Smetona am 17. Dezember 1926 wurde Litauen zu einer Diktatur und Gabrys verließ seinen Posten.

### Ab 1928
Infolge der nun einsetzenden inneren politischen Verhältnisse kam es zum völligen Auseinanderbrechen der nationalen demokratischen Kräfte Litauens. Auch Gabrys-Paršaitis ging wieder außer Landes und nahm 1928 im Exil sein Studium der Nationalökonomie an der Universität Lausanne wieder auf. Er nahm Kontakt zu seinem ehemaligen Mitstreiter Pelessier auf; beide gaben ab 1931 von der Schweiz aus eine neue Nationalitätenzeitschrift heraus.
Doch in der völlig veränderten politischen Konstellation Europas gelang es nicht, die Anfang des Jahrhunderts mögliche breite Front für die nationalen Interessen Litauens wieder herzustellen. Der Zwangsanschluss Litauens 1940 an die UdSSR bildete dann sozusagen den Tiefpunkt ihrer Bemühungen. Erst nach den verheerenden Folgen des Krieges, in Besinnung auf demokratische und nationale Werte gelang es Gabrys 1946 erneut, eine neue litauische Exilorganisation ins Leben zu rufen.

## Veröffentlichungen (Auswahl)
- La Nation Lithuanienne. Son État Sous La Domination Russe Et Allemande. Imprimerie de la Cour d´Appel, Paris 1911.
- Carte Ethnograpique de L´Europe 1918. Geografisches Institut Kummerly und Frey, Bern 1918.
- Tautos sargyboj. Egzodo archyvas. Hrsg. Linas Saldukas, Vilnius 2007, ISBN 978-9955-699-54-5.
- Auf Wache für die Nation. Erinnerungen. Der Weltkriegsagent Juozas Gabrys berichtet (1911–1918). Hrsg.: Eberhard Demm und Christina Nikolajew, PL Academy Research, Frankfurt am Main 2013, ISBN 978-3-631-64451-5.